# Lesmahagow
Lesmahagow är en ort i Storbritannien.   Den ligger i kommunen South Lanarkshire och riksdelen Skottland, i den centrala delen av landet, 500 km nordväst om huvudstaden London. Lesmahagow ligger 176 meter över havet och antalet invånare är 3 823.
Terrängen runt Lesmahagow är platt åt nordost, men åt sydväst är den kuperad. Runt Lesmahagow är det ganska glesbefolkat, med 24 invånare per kvadratkilometer. Närmaste större samhälle är Dalserf, 10,9 km norr om Lesmahagow. Trakten runt Lesmahagow består i huvudsak av gräsmarker.